# Diccionari etimològic romànic
El Dictionnaire Étymologique Roman (cat.: Diccionari etimològic romànic; abreujat: DÉRom) és un projecte de recerca que té com a objectiu la redacció d'un diccionari etimològic del nucli central del lèxic protoromànic que ha tingut una continuïtat panromànica (és a dir, en totes les llengües romàniques) o gairebé panromànica. Els lexemes protoromànics es reconstrueixen a partir del mètode històrico-comparatiu: l'anàlisi fonològica, morfològica, semàntica, etc. de les formes romàniques és la base per a la reconstrucció de l'ètim protoromànic del qual procedeixen. Aquest mètode no havia estat fins ara gairebé mai utilitzat en la recerca etimològica romànica, degut a l'abundant documentació escrita del llatí en totes les seves variants que semblava que ho feia innecessari. Els directors del projecte són Éva Buchi i Wolfgang Schweickard.

## Història, objectius i metodologia
El projecte es va posar en marxa el 2007, presentat en el congrés de lingüística romànica d'Innsbruck (Àustria), i s'inicià oficialment el primer de gener de 2008. El darrer diccionari etimològic d'abast panromànic havia estat el REW de Meyer-Lübke de 1935 i, malgrat que se n'havien fet alguns intents, no hi havia hagut cap realització destinada a fer un diccionari etimològic panromànic modern.
A més de la redacció del diccionari, el projecte vol també reunir els romanistes que es dediquen a la lingüística romànica des d'una perspectiva panromànica i no la d'una llengua individual i formar nous joves investigadors; vol també provocar un canvi metodològic transformant la manera com s'ha treballat en l'etimologia romànica tradicionalment: és a dir, no partint de les formes llatines documentades sinó partint de la realitat de les llengües romàniques per arribar, a partir de la metodologia històrico-comparativa, a la reconstrucció dels ètims del protoromànic.
La redacció dels articles la fa un nombrós equip de redactors de 18 països i els articles són posteriorment revisats per especialistes en els diferents dominis lingüístics (que també són al mateix temps redactors d'articles) i, finalment, per quatre especialistes que fan la revisió del procés de reconstrucció i síntesi romàniques. El diccionari es publica en francès, a diferència del REW o del FEW que estan escrits en alemany.
El projecte ha estat finançat per l'ANR francesa (Agence nationale de la recherche) i la DFG alemanya (Deutsche Forschungsgemeinschaft), en el marc del programa franco-alemany de ciències humanes i socials durant els períodes 2008-2010 i 2012-2014. Ha rebut també altres subvencions puntuals.

## Resultats
Els resultats s'han produït en forma de nombroses publicacions (el llistat de les quals es recull en la pàgina web oficial del projecte; en l'epígraf "Publications"), realització de tesis de màster o doctorals, i els articles lexicogràfics del diccionari pròpiament dit, que es van publicant progressivament en l'esmentada pàgina en accés lliure (en l'epígraf "Consultation du dictionnaire"; el 2-1-2017 hi apareixen 151 articles).
El 2014 s'ha publicat un volum (Buchi, Éva / Schweickard, Wolfgang (éd.), 2014) on es recullen diversos capítols monogràfics de caràcter metodològic i diversos articles lexicogràfics. I el 2016 un segon volum.
El projecte també ha tingut resultats secundaris, com la revisió de l'etimologia de mots en llengües romàniques individuals, aportacions al coneixement de les varietats de llatí, etc.

## Publicacions
- BUCHI, Éva / SCHWEICKARD, Wolfgang (éds.) (2014): Dictionnaire Étymologique Roman (DÉRom). Genèse, méthodes et résultats, Berlin, De Gruyter, 723 pàgines. ISBN 978-3-11-031348-2
- BUCHI, Éva / SCHWEICKARD, Wolfgang (éds.) (2016): Dictionnaire Étymologique Roman (DÉRom). Pratique lexicographique et réflexions théoriques, Berlin, De Gruyter, 617 pàgines. ISBN 978-3-11-045026-2